# روی سنچنس
روی سنچنس (هلندی: Roy Sentjens؛ زادهٔ ۱۵ دسامبر ۱۹۸۰) دوچرخه‌سوار اهل بلژیک است.